# Oderuh
Oderuh je drama Josipa Stritarja, ki jo je napisal leta 1876.

## Osebe
- Gregor, reven kmet
- Barba, njegova žena
- Tine, njun sin
- Jernej Kalan, krošnjar
- Otroci

## Vsebina
Gregorju in njegovim grozi jutrišnja dražba, pri hiši ni božjaka, otroci so lačni, oderuh pa, ki jih je bil z visokimi obrestmi pripravil tako daleč, je brez usmiljenja. Družina je obupana, a vendar prijazno sprejeme krošnjarja Jerneja, čeprav mu nima s čim postreči. Ko Jernej spozna njihovo stisko, mu živo stopi pred oči njegovo življenje: kot otroka ga nihče ni maral, veljal je za hudobnega in potuhnjenega, nekoč so ga obdolžili kraje. Takrat mu je verjel le Gregor, prenočil je preplašenega otroka in zjutraj pomiril očeta, da se je Jernej lahko brez strahu vrnil domov. Takrat se mu je omečilo zakrknjeno srce in prisegel je, da bo odslej dober in pošten. Zdaj ima priložnost, da se izkaže hvaležnega: težko in varčno je živel, a – tu je mošnja, Gregor naj zjutraj v celoti poplača oderuha, njemu, Jerneju, pa naj na stara leta zagotovijo kot, pomagal bo, dokler bo mogel gibati. Je tako prav? In ti, Tine, bodoči gospodar, boš mož beseda? Gregorju je kot bi se odprlo nebo, Barba se razjoka od sreče, Tine pa po moško seže Kalanu v roko: Bog živi strica Jerneja s Kozjega vrha!